# Єлисеєнкове
Єлисеє́нкове — село в Україні, у Садівській сільській громаді Сумського району Сумської області. Населення становить 81 осіб. До 2020 орган місцевого самоврядування — Садівська сільська рада. У минулому — адміністративний центр колишньої Стріличанської сільської ради.

## Населення
Відповідно до перепису населення СРСР, станом на 17 грудня 1926 року, чисельність населення становила 247 осіб, з них, за статтю: чоловіків — 121, жінок — 126, переважна національність — українська. Кількість господарств — 42.

### Мова
Розподіл населення за рідною мовою за даними перепису 2001 року:
| Мова       | Кількість | Відсоток |
| ---------- | --------- | -------- |
| українська | 76        | 93.83%   |
| російська  | 5         | 6.17%    |
| Усього     | 81        | 100%     |

## Географія
Село Єлисеєнкове знаходиться на березі річки Стрілка, вище за течією на відстані 1,5 км розташоване село Шапошникове, нижче за течією примикає село Любачеве. Поруч проходять автомобільні дороги Н07, Н12 і Т 1909.

## Історія
12 червня 2020 року, відповідно до Розпорядження Кабінету Міністрів України № 723-р «Про визначення адміністративних центрів та затвердження територій територіальних громад Сумської області» увійшло до складу Садівської сільської громади.
19 липня 2020 року, в результаті адміністративно-територіальної реформи та ліквідації Сумського району(1923—2020), село увійшло до складу новоутвореного Сумського району.